# Amegilla dohertyi
Amegilla dohertyi es una especie de abeja excavadora perteneciente al género Amegilla, categorizada en la tribu Anthophorini, de la subfamilia Apinae.
Fue descrita científicamente por el entomólogo italiano Giovanni Gribodo en 1894. Aparece registrada y publicada en una sección de Note Imenotterologiche Nota II. Nuovi Generi E nuove Specie di Imenotteri Antofili ed Osservazioni Sopra Alcune Specie Gia Conosciute (Continuazione: Vedi Bullettino, Anno XXVI, p. 76-136. Bollettino Della Società Entomologica Italiana, Vol. 2 de 1894.

## Distribución
Se distribuye por Asia y en África, en Timor.